# Cirrochroa felderi
Cirrochroa felderi är en fjärilsart som beskrevs av Kirsch 1877. Cirrochroa felderi ingår i släktet Cirrochroa och familjen praktfjärilar. Inga underarter finns listade i Catalogue of Life.